# هارولد پرسیوال هیمس‌ورث
سِـر هارولد پرسیوال «هَـری» هیمس‌وُرث (انگلیسی: Sir Harold Percival "Harry" Himsworth؛ ‏ ۱۹ مهٔ ۱۹۰۵ – ۱ نوامبر ۱۹۹۳) دانشمند، پژوهشگر و استاد دانشگاه اهل بریتانیا بود که بابت تحقیقات پزشکی بر روی دیابت شهرت دارد. او پزشکی را در دانشگاه لندن خواند و پژوهش‌های مهمش بر روی دیابت و بیماری‌های کبدی در همان سال‌های اول طبابت، موجب انتشار مقاله‌ای بسیار مهم در ژورنال پزشکی لنست شد که در آن دو نوع متفاوت از دیابت را متمایز نموده و شرح داده بود.
او بعدها استاد رشتهٔ پزشکی دانشگاه لندن شد و مابین سال‌های ۱۹۴۹ تا ۱۹۶۸ دبیر شورای تحقیقات پزشکی (MRC) بود.
هیمس‌وُرث در سال ۱۹۵۲ نشان گرمابه گرفت و در سال ۱۹۵۳ به عنوان پزشک افتخاری ملکه منصوب شد. او در مارس ۱۹۵۵ همکار انجمن سلطنتی، در سال ۱۹۵۷ عضو فرهنگستان هنر و علوم آمریکا و از سال ۱۹۷۲ عضو انجمن فیلسوفان آمریکا شد.